# Олянта Умала
Олянта Умала (на испански: Ollanta Moisés Humala Tasso) е перуански политик и военен офицер (подполковник от запаса).
Той е президент на Перу в периода от 2011 до 2016 г. Председател е на лявата индианска Перуанска националистическа партия.
По националност е кечуа. Докато е на военна служба, организира въстание срещу непопулярното управление на президента Алберто Фухимори, заради което е разжалван и изхвърлен от войската. След оставката на Фухимори (2000) и бягството му от страната е амнистиран от Конгреса, възстановен е в звание и се връща на военна служба. Става военен дипломат: служи като помощник военен аташе в Сеул, Южна Корея и после в Париж, Франция (като успоредно кара докторантура в Сорбоната).
Напуска войската през 2004 г. със звание подполковник и участва в изборите като кандидат-президент: набира 30,6 % от гласовете на първия тур и 45,5 % на втория тур. Печели следващите избори и е президент на страната от 28 юли 2011 до 28 юли 2016 година.